# Noëllet
Noëllet korábbi község Franciaország Loire mente régiójában, Maine-et-Loire megyében. 2016. december 15-én kilenc másik korábbi községgel egyesült és Ombrée d’Anjou új község része lett.
Lakosainak száma 410 fő (2018. január 1.). Noëllet Vergonnes, Armaillé, Chazé-Henry, Combrée, Saint-Michel-et-Chanveaux és Le Tremblay községekkel határos.

## Népesség
A település népességének változása:
| Lakosok száma | 573  | 543  | 494  | 451  | 393  | 365  | 449  | 433  | 416  | 410  |
|               | 1968 | 1975 | 1982 | 1990 | 1999 | 2006 | 2011 | 2013 | 2017 | 2018 |